# ديسيس

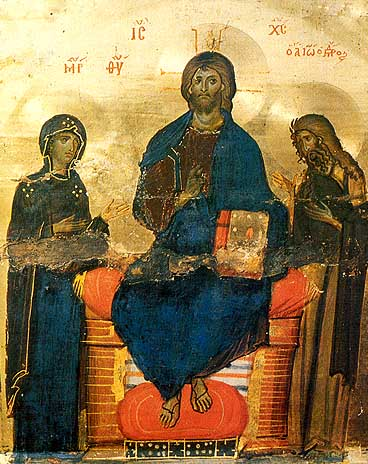
أيقونة الديسيس – دير سانت كاترين، سيناء، القرن الثاني عشر

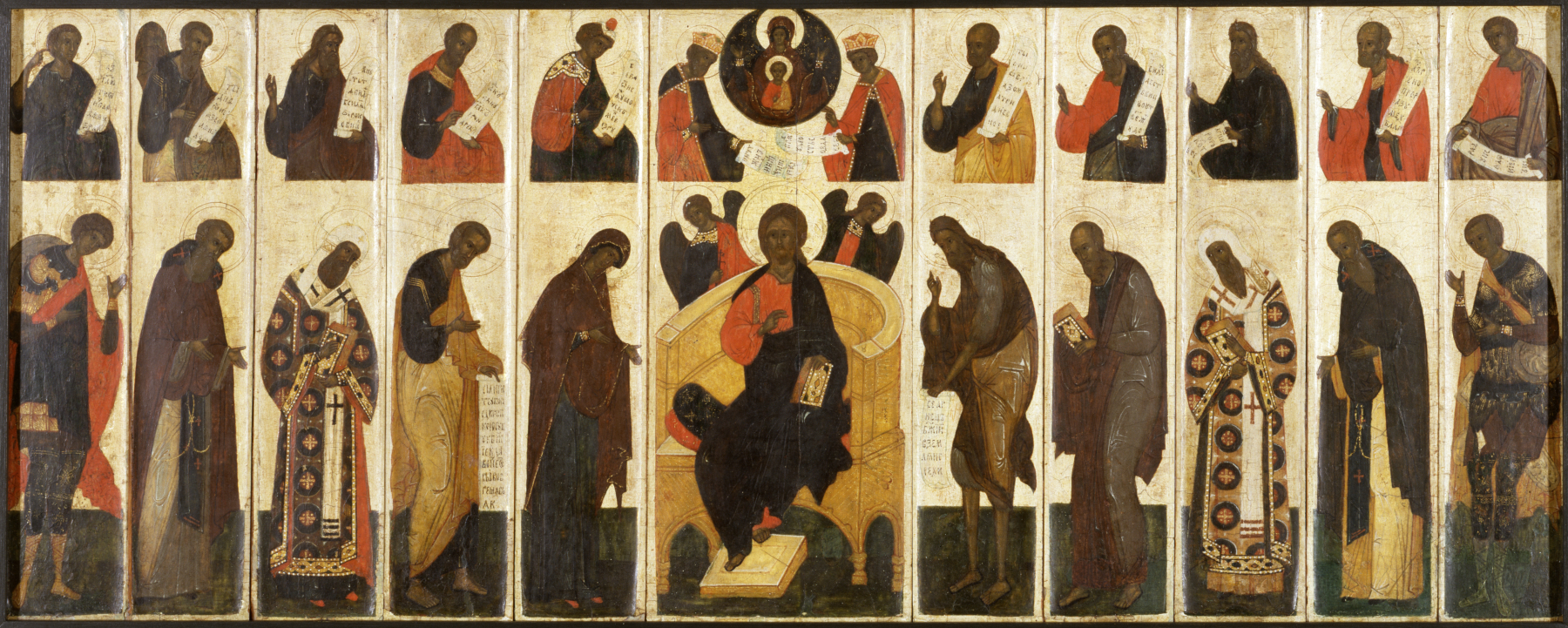
ديسيس عظيم مع الأنبياء؛ القرن السادس عشر. متحف والترز للفنون

ديسيس أو ديسيس ( /deɪˈiːsɪs/ ، day-EE-siss ؛ (باليونانية: δέησις)‏ </link> "الصلاة" أو "الدعاء")، هو تكوين أيقوني تقليدي للمسيح في الجلالة أو المسيح ضابط الكل: متوج ويحمل كتاب، وتحيط به مريم العذراء والقديس يوحنا المعمدان ، وأحيانًا قديسين وملائكة آخرين. تظهر مريم ويوحنا وأي شخصيات أخرى في مواجهة المسيح وأيديهم مرفوعة للصلاة من أجل البشرية.
ظهرت الأمثلة المبكرة على عارضة تمبلون في الكنائس الأرثوذكسية أو فوق الأبواب، على الرغم من أن الأيقونات والعاجيات التعبدية تتميز أيضًا بالديسيس.
بعد تطوير شاشة الأيقونسطاس الكاملة، كان هناك مجال لصف أكبر من "ديسيس" أو "ديسيس العظيم" من الأشكال كاملة الطول، في كل من بيزنطة وروسيا. عادةً ما يكون هذا الصف أعلى من مستوى الأبواب، وعادة ما يكون أسفل الصف الذي يصور الأعياد الاثني عشر الكبرى . ولذلك فإن المسيح يقع فوق الباب الرئيسي في الصورة. وسرعان ما أصبحت سبعة شخصيات، عادةً ما تكون واحدة في لوحة، قياسية، حسب قربها من المسيح في المركز: على اليسار (يمين المسيح) مريم، رئيس الملائكة ميخائيل والقديس بطرس ، وعلى اليمين يوحنا المعمدان، و الملائكة جبرائيل. والقديس بولس . وخاصة في الأمثلة الروسية، غالبًا ما يتم تضمين عدد من القديسين ذوي الأهمية المحلية خلفهم، حسبما يسمح فضاء الشاشة.كان صف أندريه روبليف لكاتدرائية دورميتيون في فلاديمير يبلغ ارتفاعه 3.14 مترًا . 
في تصوير صلب يسوع (المسيح) ، غالبًا ما يكون المسيح على الصليب محاطًا بالعذراء واقفة من جانب، ولكن القديس يوحنا الإنجيلي من الجانب الآخر، وليس يوحنا المعمدان.

## صالة عرض

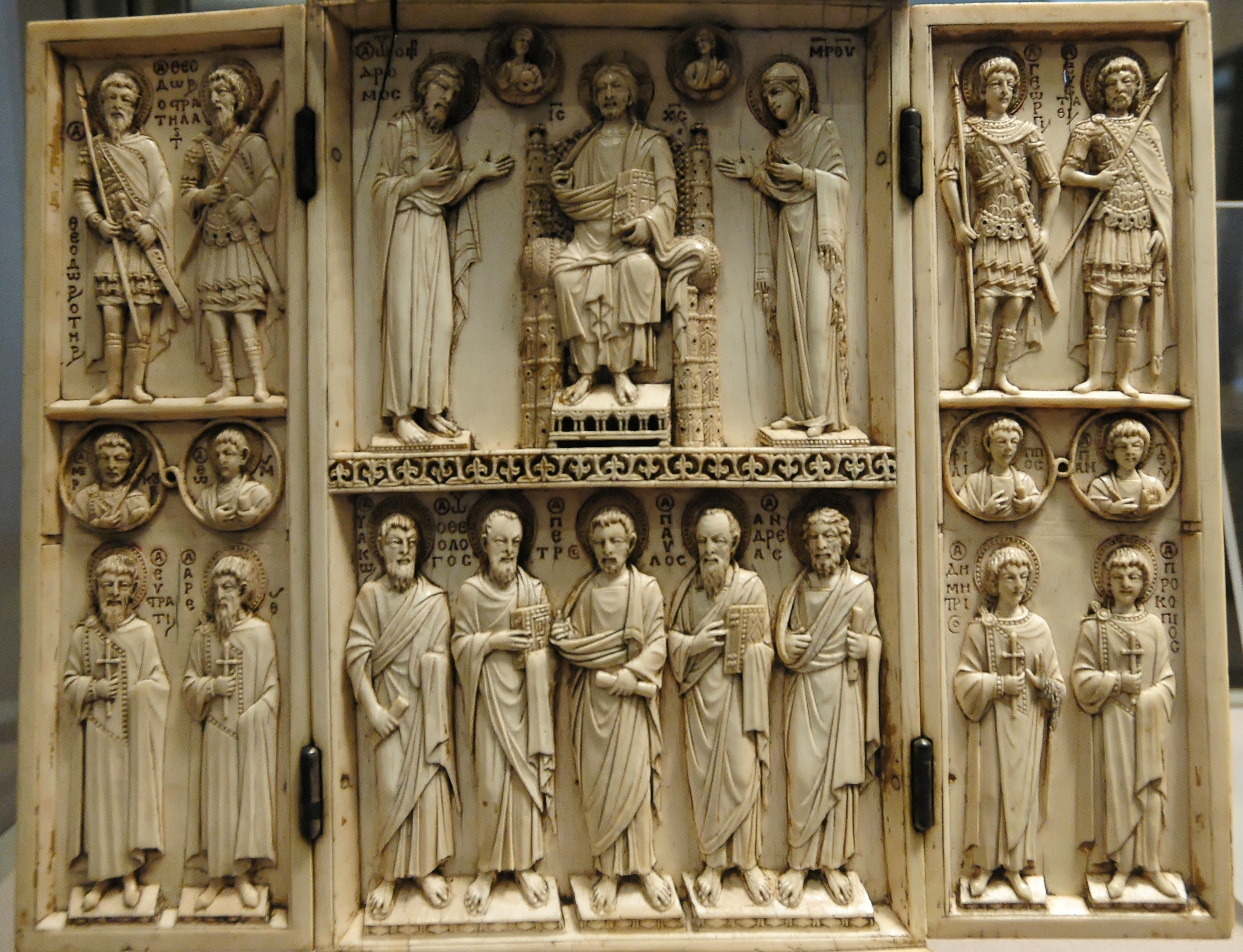
حربافيل ثلاثية، منتصف القرن العاشر، عاج، القسطنطينية، متحف اللوفر
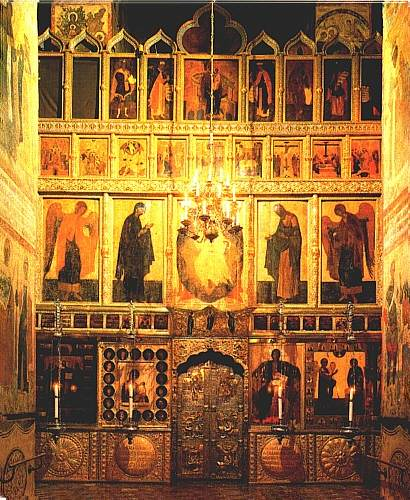
صف الديسيس المكون من خمس لوحات (في الوسط)، الحاجز الأيقوني في كاتدرائية البشارة في الكرملين بموسكو، رسمه ثيوفانيس اليوناني، 1405 – أول حاجز أيقونسطاس مكون من خمسة صفوف
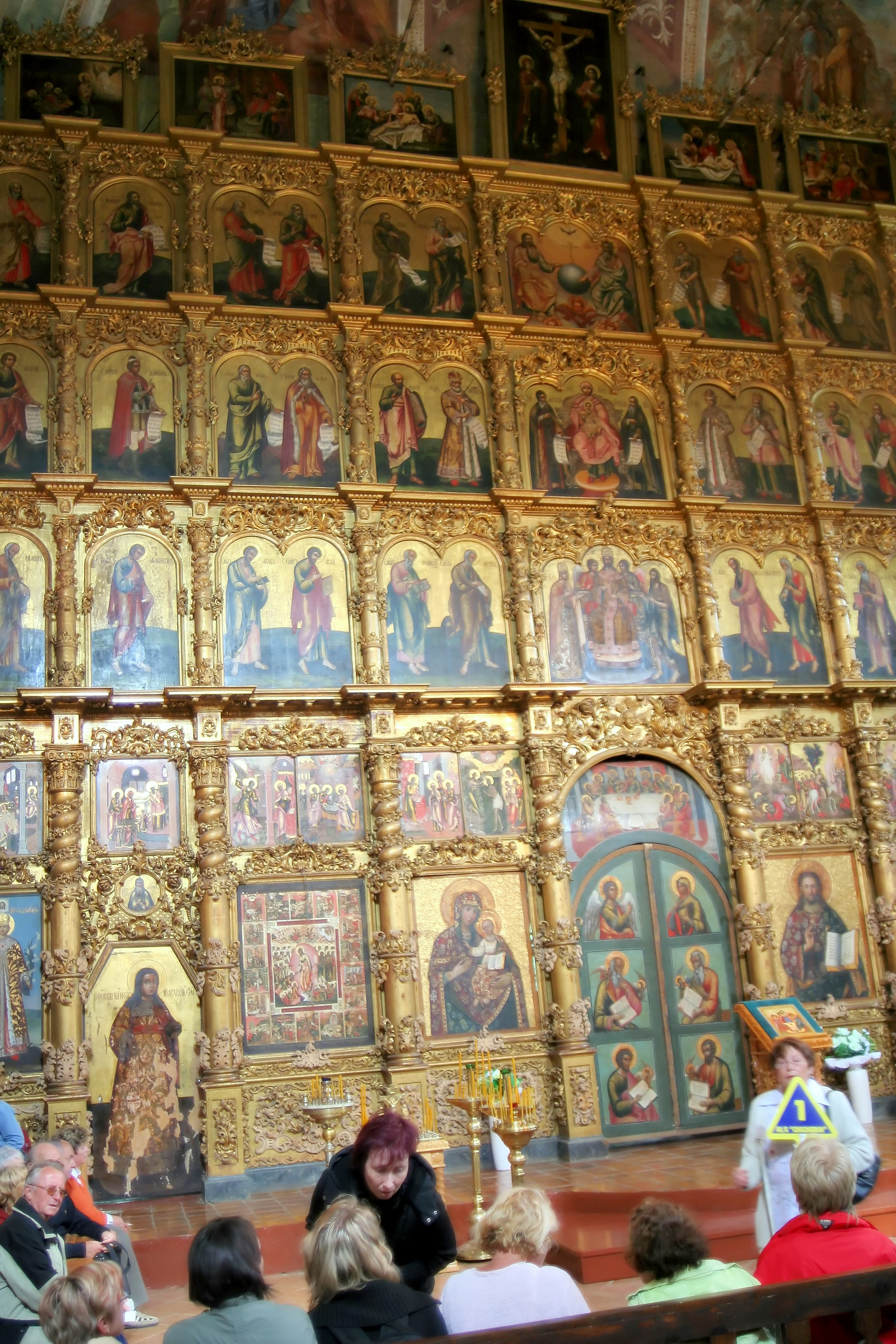
صف ديسيس روسي أكبر؛ كاتدرائية أوغليش
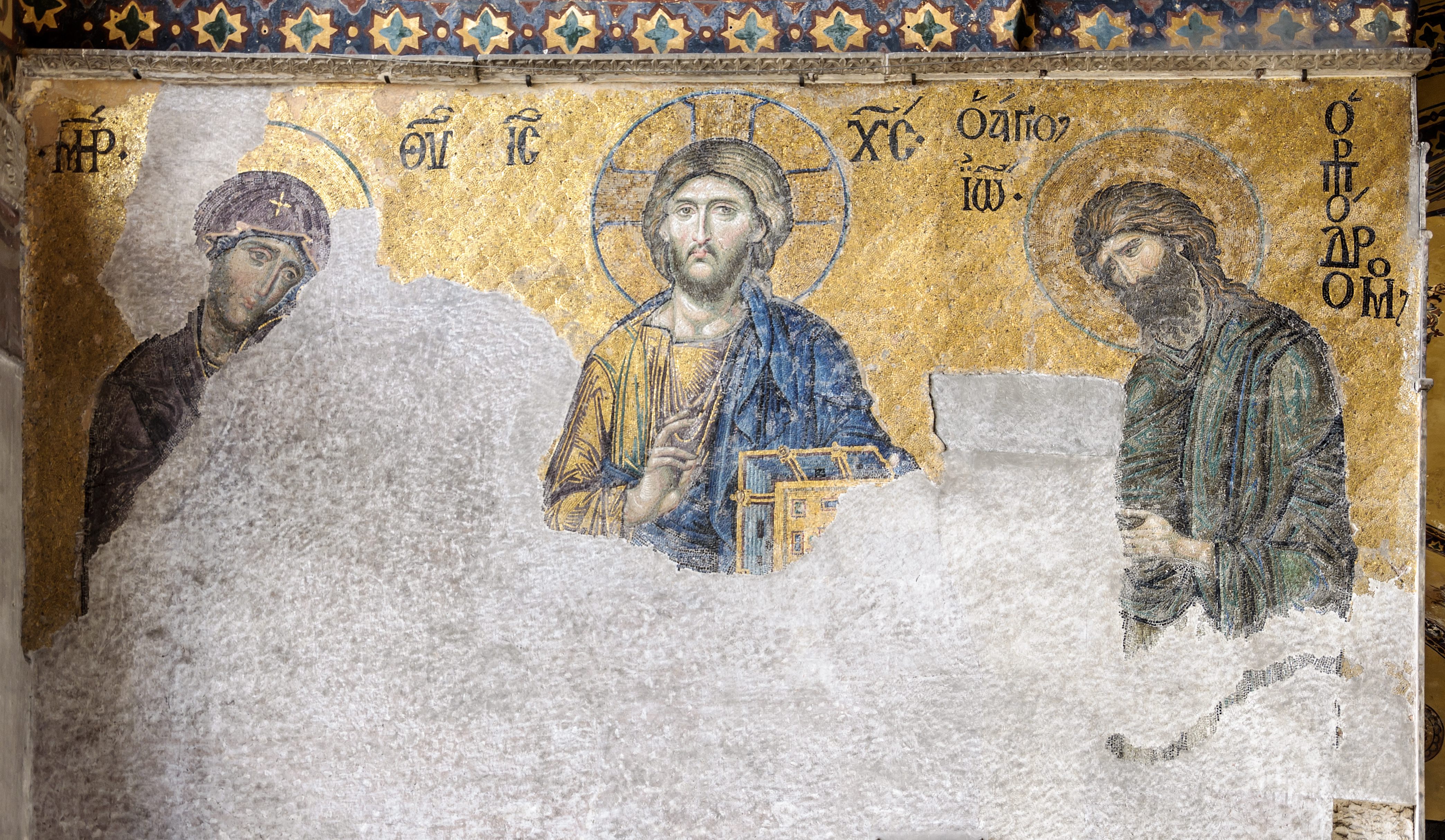
فسيفساء الديسيس، القرن الثالث عشر، آيا صوفيا

## روابط خارجية
- تعريف الديسيس